# Mattia Preti

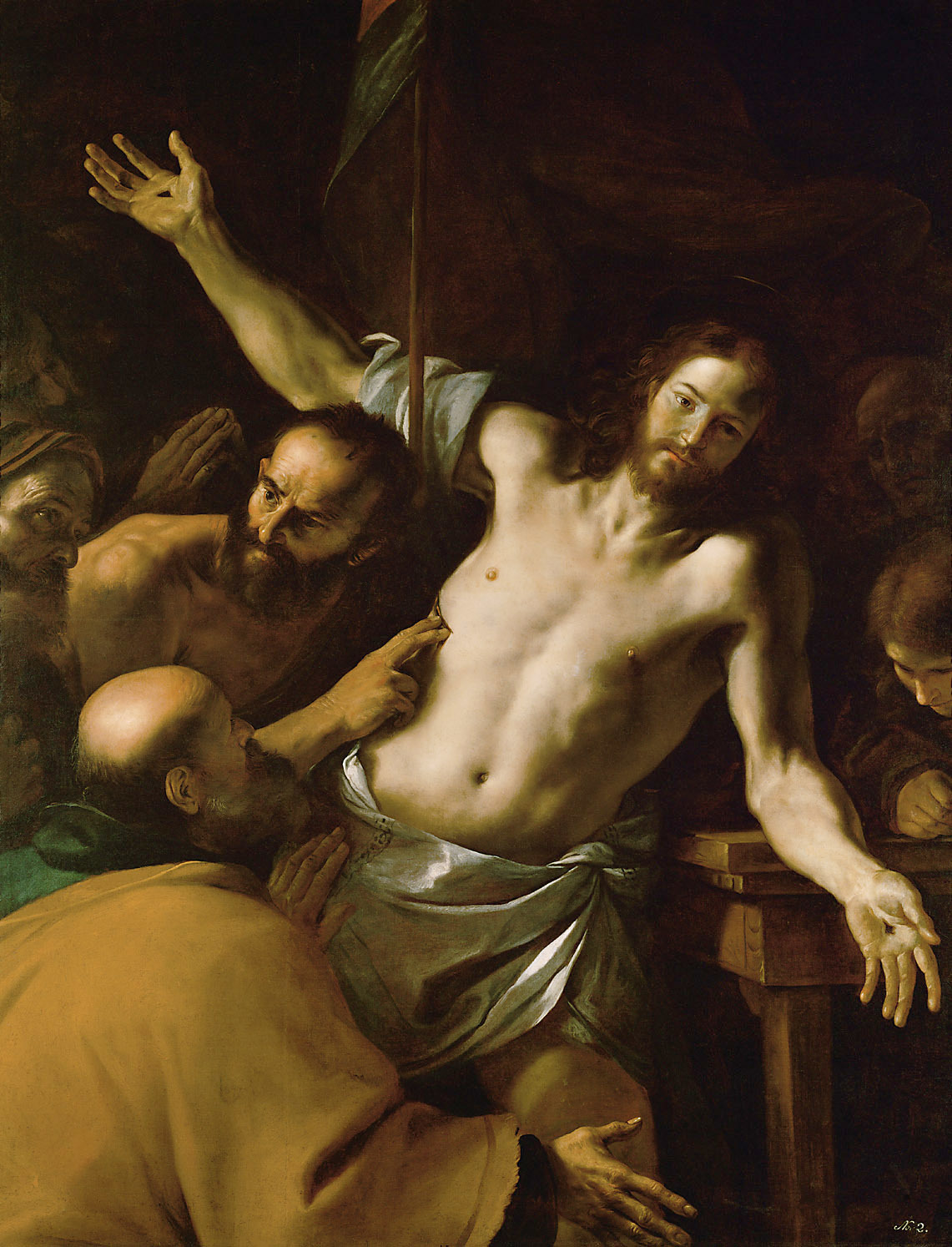
La incredulitat de Sant Tomàs.
.

Mattia Preti (Taverna, 24 de febrer de 1613 - La Valletta, 3 de gener de 1699) fou un pintor barroc italià que va treballar a més del seu lloc d'origen també a Malta, durant el domini de l'Orde de Sant Joan de Jerusalem.

## Biografia
Va néixer a la petita ciutat de Taverna a Calabria, d'aquí que en alguna ocasió se l'anomeni il Cavaliere Calabrese (el cavaller de Calàbria). Hom diu que va fer d'aprenent del deixeble de Caravaggio Giovanni Battista Caracciolo, cosa que explicaria les influències del primer en la seva pintura.
Abans de 1630 Preti es va reunir amb el seu germà Gregori a Roma, on es va familiaritzar amb l'obra de Guercino, Rubens, Reni, Giovanni Lanfranco i el Veronès i si fos el cas també va poder-se influir de l'obra de Caravaggio. A Roma, va pintar els frescos de Sant'Andrea della Valle i San Carlo ai Catinari. Entre 1644 i 1646, potser va passar un temps a Venècia, però va continuar amb Roma com a base fins al 1653, on va retronar entre 1660 i 1661. Va pintar frescos a l'església de San Biago de Mòdena (c.1651-2 i va participar en la decoració del Palau Pamphili a Valmontone (documentat el 1660-61), on va treballar amb Pier Francesco Mola, Gaspard Dughet, Francesco Cozza, Giovanni Battista Tassi (il Cortonese), i Guglielmo Cortese.

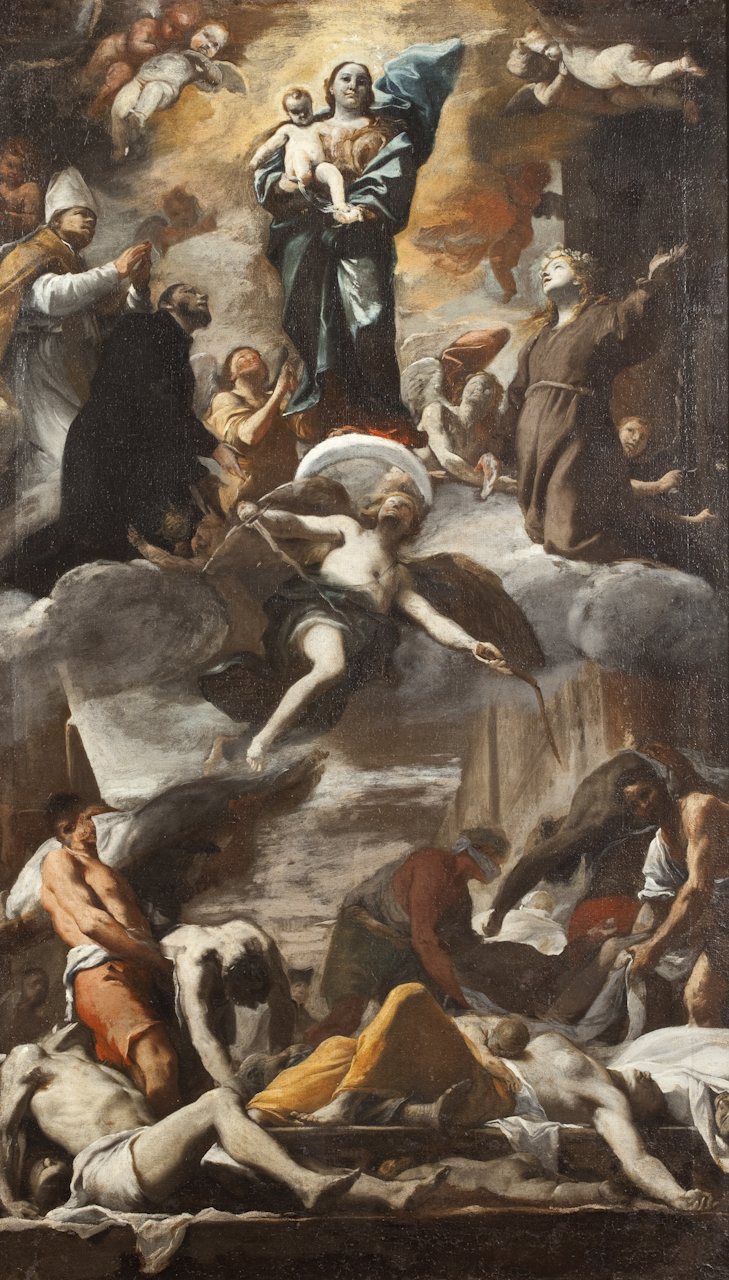
Esbós per a La pesta, 1656, Oli sobre tela, 129 × 77, Museu de Capodimonte, Nàpols.

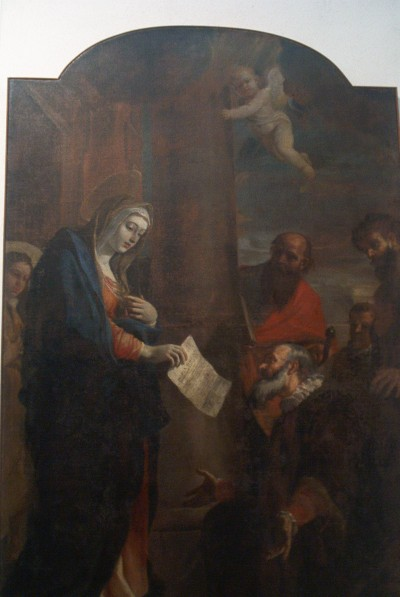
Madona de la carta, conservat al Museu Regional de Messina

Durant la major part del període de 1653-1560 va treballar a Nàpols, on va rebre la influència del pintor napolità, Luca Giordano. Una de les obres mestres de Preti foren una sèrie d'exvots de la pesta (que es van pintar sobre les set portes de la ciutat, però que s'han perdut a causa del pas del temps), que representaven la Verge o als sants que salvaven a la gent de la malaltia. En el Museu de Capodimonte hi ha dos esbossos d'aquestes obres El bozzeto de la Verge amb el nen Jesús sobre els que agonitzen i els llocs d'enterrament s'assembla a un Judici Final presidit per una dona. El sou que va rebre Preti per aquesta obra fou de 1500 ducats. Preti també va obtenir l'encàrrec de supervisar la construcció, tallat i daurat de la nau i el transsepte de San Pietro a Maiella.
Va ser nomenat cavaller de l'Orde de Sant Joan de Jerusalem i va visitar el quarter general de l'orde a Malta el 1659 i des de llavors va passar la major part de la vida allà. Preti va transformar l'interior de la cocatedral de Sant Joan a La Valletta, amb una gran sèrie de quadres sobre la vida i el martiri de Sant Joan Baptista (1661-1666). A poc a poc va tenir una major reputació, cosa que li va permetre tenir un bon cercle de mecenes i va rebre encàrrecs de tot Europa.
Preti va tenir sort per gaudir d'una llarga carrera i va tenir una considerable producció artística. Les pintures que va fer són representatives del barroc final i es conserven en molts museus, sobretot a Nàpols i La Valletta. També té obra a la catedral de Sevilla. Al Museu Thyssen-Bornemisza de Madrid s'hi conserva El martiri de Sant Genar i també El concert, pintat entre 1630-1640.